# فرودگاه آکادمی مانتری بی
فرودگاه آکادمی مانتری بی (به انگلیسی: Monterey Bay Academy Airport) یک فرودگاه خصوصی است که یک باند فرود خاک دارد و طول باند آن ۶۷۱ متر است. این فرودگاه در کشور ایالات متحده آمریکا قرار دارد و در ارتفاع ۲۱ متری از سطح دریا واقع شده‌است.